# لغة لاكوتا
اللهجة اللاكوتية أو لاخوتيّابي (بالإنجليزية: Lakȟótiyapi)‏ أو لغة لاكوتا اصطلاحًا (بالإنجليزية: Lakota language)‏ أو لهجة قبائل لاكوتا، هي لهجة أمريكية أصلية، يتحدث بها ثلث أبناء القبائل اللاكوتية المتفرعين من العرق السُوْوي، وهم أقدم أمة أمريكية أصلية، وحاليًا ينتشر معظم المتحدثين باللاكوتية في شمال ولاية داكوتا الجنوبية الواقعة في الغرب الأوسط من الولايات المتحدة. ترتبط اللهجة اللاكوتية باللهجة الداكوتية بشكل وثيق للغاية، ويُمكن للمتحدثين باللهجتين أن يفهموا بعضهم البعض بيُسر. يبلغ عدد المتحدثين باللاكوتية حوالي 2100 شخص وفقًا لإحصاء 1997، بنسبة 29% من إجمالي عدد اللاكوتيين.

## أسماؤها الأخرى
يشار إلى «اللهجة اللاكوتية» أيضًا باسم: «لاخوتا» (بالإنجليزية: Lakhota)‏ أو «تيتون» (بالإنجليزية: Teton)‏ أو «تيتون سو» (بالإنجليزية: Teton Sioux)‏.

## العائلة اللغوية
تعد اللهجة اللاكوتية أحد فرعي اللغة السُوْويَّة من لغات «داكوتان» (بالإنجليزية: Dakotan)‏ التي تنتشر في «وادي المسيسيبي السُوْوي» (بالإنجليزية: Mississippi Valley Siouan)‏ أو «المنطقة السُوْويَّة الوسطى» (بالإنجليزية: Central Siouan)‏، التي ترجع هي الأخرى للفرع المغربي من عائلة اللغات السُوْويَّة.

## أماكن الانتشار
ينتشر متحدثو اللغة اللاكوتية في المقام الأول في ولايتي داكوتا الشمالية وداكوتا الجنوبية، ولهم أيضًا تواجد في شمال ولايتي نبراسكا مونتانا، وجنوب ولاية مينيسوتا، بذلك يكون معظم تواجدهم في ولايات الغرب الأوسط الأمريكية. كما أن لها انتشار محدود في كندا.